# Monible
Monible  är en ort i kommunen Petit-Val i kantonen Bern, Schweiz. 
Monible var tidigare en självständig kommun, men 1 jan 2015 bildades den nya kommunen Petit-Val genom sammanslagning av kommunerna Châtelat, Monible, Sornetan och Souboz.